# Viva Cuba
Viva Cuba és una pel·lícula cubana de 2005, dirigida per Juan Carlos Cremata i Iraida Malberti Cabrera, i escrita per Cremata i Manolito Rodríguez. Va ser la primera pel·lícula cubana que va rebre el 'Grand Prix Écrans Juniors' de cinema infantil al 58è Festival Internacional de Cinema de Canes.
A Viva Cuba, una road movie conte de fades, Cremata aborda els problemes locals cubans des del punt de vista literal dels nens del país. Abaixa la càmera a l'alçada dels ulls dels protagonistes de la pel·lícula, Malú (Malú Tarrau Broche) i Jorgito (Jorgito Miló Ávila).

## Fons
Viva Cuba és una pel·lícula independent cubana que explora l'emigració i els efectes que pot tenir en els nens que han de deixar enrere els amics i la família extensa . Els joves sovint són desarrelats sense ser consultats i després han de lluitar amb el seu nou entorn. En una escena, Malú i Jorgito discuteixen quan podrien retrobar-se. El millor que poden esperar és oblidar-se els uns dels altres mentre les seves vides canvien i s'enfronten a nous plaers i reptes. L'espectador sap que és poc probable que es tornin a veure, tret que la mare de Malú pugui tornar a entrar, cosa que és molt poc probable tenint en compte l'estat de la lleis d'immigració cubanes.

## Sinopsi
Malu i Jorgito són dos nens cubans que han promès ser amics de tota la vida mentre les seves famílies s'odien.
Quan l'àvia de la Malu mor i la seva mare decideix marxar a l'estranger, tot s'ensorra per a la petita. Per no sortir de Cuba i separar-se del seu amic Jorgito, la Malu ha d'impedir que el seu pare signi l'autorització per sortir de l'illa. Però aquest últim viu a quilòmetres de l'Havana en un far a l'altre extrem de l'illa (Punta de Maisi). Els dos nens decideixen, doncs, fugir i travessar tot Cuba per tots els mitjans possibles, buscats per la policia. Malu i Jorgito arriben al far del pare del petit, qui ha signat. És massa tard. En trobar els seus fills els pares discuteixen. Malu vol quedar-se amb el seu gran amic Jorgito. Els dos amics es posen davant de la posta de sol. S'abracen per darrera vegada i se suïciden posant-se al final d'una badia, una onada se'ls emporta i s'ofeguen, mentre romanen junts.

## Repartiment
- Malú Tarrau Broche com Malù
- Jorgito Miló Ávila com Jorgito
- Luisa Maria Jimenez Rodriquez com mare de Jorgito
- Larisa Vega Alamar com mare de Malu
- Albertico Pujols Acosta com pare de Jorgito
- Sara Cabrera Mena com àvia
- Paval Garcia Valdes com espeleòleg

## Recepció
La pel·lícula es va convertir en un èxit de taquilla i va guanyar molts premis a nivell nacional i internacional, ja que es va exhibir a molts festivals de cinema d'arreu del món, inclòs al 58è Festival Internacional de Cinema de Canes, on va guanyar el Grand Prix Ecrans Juniors Award, a més de premis en països tan diversos com Austràlia, Itàlia, Guatemala, Alemanya, França i Taiwan. L'any 2008 es va exhibir per tot Veneçuela. La pel·lícula es va projectar al Festival de Cinema Cubà del Comtat de Sonoma a Sebastopol, Califòrnia, el juliol de 2015.

## Premis
Viva Cuba va guanyar 34 premis nacionals i internacionals en total, inclosos:
- Grand Prix Ecrans Juniors, Canes, 2005
- Premi a la millor pel·lícula al Festival Internacional de Cinema i Televisió Infantil de Taiwan.[8]
- Menció especial, Cinecircoli Giovanili Socioculturale. Festival Internacional de Cinema de Giffoni, Itàlia, 2005.
- Premi en les categories de direcció, guió, direcció de fotografia i edició. Premi Caracol. UNEAC, 2005.
- Premio especial otorgado por la Unión de Pioneros José Martí. UNEAC, 2005.
- Premi d'ajuda a la distribució. XIII Festival de Cine de España y América Latina. Bèlgica, 2005.
- Premi a la Millor Edición. VIII Festival de Cine Infantil. Guayana, Veneçuela, 2005.
- Premi a la Millor Película. VIII Festival de Cine Infantil. Guayana, Veneçuela, 2005.
- Reconeixement Especial de l'Agencia Internacional de Noticias Prensa Latina. 27è Festival Internacional del Nou Cinema Llatinoamericà de l'Havana, Cuba, 2005.
- Premio del Oyente de la Emisora radio Progreso. 27 Festival Internacional del Nou Cinema Llatinoamericà de l'Havana, Cuba, 2005.